# Weißer Jahrgang
Weißer Jahrgang ist eine umgangssprachliche Bezeichnung für einen Geburtsjahrgang von Männern, der wegen nicht bestehender Wehrpflicht keinen Wehrdienst geleistet hat. Diese Männer werden auch als „ungedient“ bezeichnet.

## Deutschland
Nach den Bestimmungen über das Reichskriegswesen in der Reichsverfassung von 1871 war jeder Deutsche wehrpflichtig und gehörte dem stehenden Heere sieben Jahre lang an, in der Regel vom vollendeten 20. bis zum beginnenden 28. Lebensjahre. Die ersten drei Jahre verbrachten die Wehrpflichtigen bei den Fahnen, die letzten vier Jahre in der Reserve und die folgenden fünf Lebensjahre bei der Landwehr.
Der Großteil der Soldaten im Ersten Weltkrieg waren nach Geburtsjahrgängen einberufene Wehrpflichtige. Der jüngste noch im Ersten Weltkrieg ausgebildete Jahrgang war der Jahrgang 1900.
Nach der Demobilisierung gemäß Teil V des Friedensvertrags von Versailles bestand die Reichswehr nur noch aus freiwilligen Soldaten. Die Wehrpflicht richtete sich gemäß Art. 133 der Weimarer Verfassung von 1919 nach den Bestimmungen des Reichswehrgesetzes vom 21. März 1921. Sie war jedoch bereits mit Gesetz vom 21. August 1920 abgeschafft worden. Mit dem Gesetz über den Aufbau der Wehrmacht vom 16. März 1935 und dem Wehrgesetz vom 21. Mai 1935 wurde nicht nur die Reichswehr in Wehrmacht umbenannt, es wurde auch jeder deutsche Mann wieder wehrpflichtig. Die Wehrpflicht bestand vom vollendeten 18. Lebensjahr bis zu dem auf die Vollendung des 45. Lebensjahres folgenden 31. März. Die Dauer des Wehrdiensts wurde zunächst auf ein Jahr festgesetzt und im August 1936 auf zwei Jahre verlängert. Die ersten Wehrpflichtigen stellte der Jahrgang 1914.
Die Männer der Jahrgänge 1901 bis 1913 waren zu jung, um im Ersten Weltkrieg zum Kriegsdienst in den Streitkräften des Deutschen Kaiserreichs eingezogen zu werden.
Um sie militärisch auszubilden, wurden neben der aktiven Truppe „Ergänzungseinheiten“ („E-Einheiten“) aufgestellt. In ihnen erhielten sie eine zweimonatige (später dreimonatige) Grundausbildung. 1936 wurde der Jahrgang 1913 einberufen, 1937 die Jahrgänge 1912 sowie 1908 und ältere.
Nach Verabschiedung der Wehrverfassung und des Soldatengesetzes im März 1956 erfolgte die erste gesetzmäßige Einberufung zur Bundeswehr am 1. April 1957 für Wehrpflichtige, die nach dem 30. Juni 1937 geboren worden waren. Deutsche Staatsangehörige, die nach dem 31. Dezember 1926 und vor dem 1. Juli 1937 geboren worden waren („weiße Dekade“), wurden nicht eingezogen, denn diese Männer galten für den Militärdienst mit 21 bis 30 Jahren bereits als zu alt. Sie wurden jedoch als freiwillige Offiziersanwärter angeworben. Soweit sie nicht als Jugendliche von der Wehrmacht, dem Volkssturm oder als Flakhelfer bzw. Marinehelfer eingezogen worden waren, bestand für sie niemals eine Wehrpflicht. Nach dem Viermächte-Abkommen von 1971 waren die drei West-Sektoren von Berlin weiterhin kein Bestandteil (konstitutiver Teil) der Bundesrepublik Deutschland und wurden auch weiterhin nicht von ihr regiert. Erst nach der Wiedervereinigung wurden dort seit dem 3. Oktober 1990 die Jahrgänge bis 1969 rückwirkend erfasst, so dass man in West-Berlin nur die Geburtsjahrgänge bis 1968 zu den „Weißen“ zählen kann.
Mit Schließung der Westgrenzen durch die Berliner Mauer und die innerdeutsche Grenze im August 1961 führte auch die DDR die allgemeine Wehrpflicht ein und gab damit die formelle Freiwilligkeit des Dienstes in der Nationalen Volksarmee (NVA) auf. Am 12. Februar 1962 begann die Wehrerfassung der Jahrgänge 1940 bis 1943. Seit ihrer Gründung im Jahr 1949 hatte die DDR „Berlin“ als verfassungsmäßige Hauptstadt der Republik beansprucht. Ungeachtet des entmilitarisierten Status von Berlin (Viermächte-Status) erfolgten Einberufungen deshalb auch im ehemaligen Ostsektor der Stadt.
Nach 1992 geborene männliche Deutsche müssen aufgrund der Aussetzung der Wehrpflicht in Deutschland 2011 keinen Wehrdienst mehr leisten. Der Begriff „weißer Jahrgang“ ist für diese Jahrgänge aber nicht üblich. Sie können freiwillig die Grundausbildung für Ungediente absolvieren oder einen Freiwilligen Wehrdienst leisten.

## Österreich
Zu den weißen Jahrgängen zählen in Österreich die Geburtsjahrgänge, die im Zweiten Weltkrieg (als zuletzt noch zu junge, vergleiche jedoch: Volkssturm) nicht mehr eingezogen worden waren (ab dem Geburtsjahrgang 1928) und von der Wehrdienstpflicht der Zweiten Republik (1. Einrückungstermin 1956 für den Jahrgang 1937) nicht mehr (als zu alte) betroffen waren.